# Viktor Barna
Viktor Barna, oorspronkelijk Gyözö Braun, (Boedapest, 24 augustus 1911 - Lima, 27 februari 1972) was een Hongaars-Britse tafeltennisser van Joodse komaf. Hij werd in 1930, 1932, 1933, 1934 en 1935 vijf keer wereldkampioen enkelspel, wat geen man hem sindsdien nadeed. Ook zijn deelname aan negentien verschillende WK's is een record in het mannentafeltennis.
Vanwege het antisemitisme in zijn geboorteland, veranderde Braun zijn naam in Viktor Barna, wat een meer Hongaarse klank heeft. Later, tijdens de Tweede Wereldoorlog, veranderde hij Viktor in Victor, maar de Hongaren noemen hem zelf nog altijd Viktor. In 1993 werd hij opgenomen in de ITTF Hall of Fame.

## Loopbaan
Barna won in totaal 22 wereldtitels. Naast zijn vijf overwinningen in het enkelspeltoernooi, won hij acht titels in het dubbelspel, twee in het gemengd dubbel en zeven met de Hongaarse nationale ploeg. De enige enkelspelfinale die hij verloor op het WK was die van 1931 tegen Miklós Szabados, met wie hij samen zes keer de wereldtitel dubbelspel pakte. In het toernooi voor herendubbels miste hij de kans op nog twee wereldtitels door in 1938 (tegen de Amerikanen Sol Schiff en James McClure) en 1954 (tegen Vilim Harangozo en Žarko Dolinar uit Joegoslavië) de finale te verliezen. In het gemengd dubbel trok hij in de finales van 1931 en 1934 aan het kortste eind, evenals in finales met de nationale ploeg in 1932 en 1937.
Barna trouwde in 1939 met de Engelse Susie Arany en ging voor Engeland spelen. Onder de Engelse vlag behaalde hij de wereldtitel dubbelspel in 1939 samen met Richard Bergmann, zelf een eveneens tot Engelsman genaturaliseerde Oostenrijker.
Barna's carrière kwam een tijd stil te liggen toen hij in 1935 bij een auto-ongeluk in Frankrijk zijn arm zwaar verwondde en er een plaat ingezet moest worden. Na zijn herstel won hij nog twee wereldtitels.

## Tweede Wereldoorlog
Toen in 1939 de Tweede Wereldoorlog uitbrak, verbleef Barna met zijn vrouw in de Verenigde Staten. Hij keerde terug om als parachutist voor het Britse leger te vechten in Joegoslavië. Zijn jongere broer Tibor kwam in de Holocaust om het leven. Barna bleef na de oorlog in Engeland wonen, waar hij in 1952 staatsburgerschap kreeg. Hij nam in 1954 als Engelsman aan zijn laatste wereldkampioenschap deel.

## Erelijst
- Wereldkampioen enkelspel 1930, 1932, 1933, 1934 en 1935
- Wereldkampioen dubbelspel 1929, 1930, 1931, 1932 (allen met Miklós Szabados), 1933 (met Sándor Glancz), 1934, 1935 (beide met Szabados), 1939 (met Richard Bergmann, beide spelend voor Engeland)
- Wereldkampioen gemengd dubbel 1932, 1935 (met Anna Sipos)
- Winnaar WK landenteams 1929, 1930, 1931, 1933, 1934, 1935, 1938
- Hongaars kampioen 1930, 1932 en 1938